# جولین داکوستا
جولین داکوستا (انگلیسی: Julien Dacosta؛ زادهٔ ۲۹ مهٔ ۱۹۹۶) بازیکن فوتبال اهل فرانسه است که در پست مدافع بازی می‌کند.
از باشگاه‌هایی که در آن بازی کرده‌است می‌توان به باشگاه فوتبال نانسی اشاره کرد.